# Secretari d'estat d'Espanya
|  | Per a altres significats, vegeu «Secretari d'Estat (Monarquia Absolutista borbònica)». |

Un secretari d'estat, a Espanya, és un càrrec de lliure designació que conforma un òrgan unipersonal dins de l'Administració General de l'Estat jeràrquicament intermedi entre el ministre i el subsecretari d'estat i que actua de fet com el càrrec que en altres estats s'anomena viceministre.
El secretari d'estat s'exerceix, respecte al seu departament, la iniciativa, direcció, inspecció de tots els serveis del departament i l'alta inspecció de tots els serveis del departament. El secretari d'estat també pot disposar de les despeses pròpies dels serveis del seu departament no reservats a la competència del Consell de Ministres, dins l'import dels crèdits autoritzats, i sol·licitar al Ministeri d'Hisenda l'ordenació de les despeses corresponents. Pot assistir a les reunions del Consell de Ministres si és convocat malgrat no ser membre del govern.

## Història
És una institució relativament nova a Espanya que va ser creada el 1977 amb el Reial Decret 1558, de 5 de juliol, per a conformar l'estructura del primer govern d'Espanya posterior a les primeres eleccions democràtiques (15 de juny de 1977), presidit per Adolfo Suárez González.
Els secretaris d'estats van tenir un protagonisme històric inesperat el 1981 amb motiu de l'intent de cop d'estat del 23 de febrer que va mantenir segrestat al Govern d'Espanya i al Congrés dels Diputats. La reunió dels alts càrrecs de l'administració presidida pel director de la Seguretat de l'Estat Francisco Laína (que alguns anomenen informalment govern Laína) va actuar en absència de ministres com un poder executiu en contacte amb el rei Joan Carles I, de fet, com únic poder legítim de l'estat que romania funcionant a banda del judicial, atès que el Senat d'Espanya no va arribar a reunir-se i molts senadors estaven també segrestats al Palau del Congrés.
La Llei 50 /1997 del Govern, que derogava la Llei 10/1983, els defineix com a òrgans superiors de l'Administració General de l'Estat, directament responsables de l'execució de l'acció del Govern en un sector d'activitat específica d'un departament o de la Presidència del Govern. Actuen sota la direcció del titular del departament al qual pertanyin. Quan estiguin adscrits a la Presidència del Govern, actuen sota la direcció de President. Així mateix, podran ostentar per delegació expressa dels seus respectius ministres la representació d'aquests en matèries pròpies de la seva competència, incloses aquelles amb projecció internacional, sense perjudici, en tot cas, de les normes que regeixen les relacions d'Espanya amb altres estats i amb les organitzacions internacionals.

## Funcions
Segons l'article 62 de la Llei 40/2015, d'1 d'octubre, de Règim Jurídic del Sector Públic els secretaris d'Estat són directament responsables de l'execució de l'acció del Govern en un sector d'activitat específica.
Així mateix, podran ostentar per delegació expressa dels seus respectius ministres la representació d'aquests en matèries pròpies de la seva competència, incloses aquelles amb projecció internacional, sense perjudici, en tot cas, de les normes que regeixen les relacions d'Espanya amb altres estats i amb les Organitzacions internacionals.
Els secretaris d'estat dirigeixen i coordinen les secretaries i les direccions generals situades sota la seva dependència, i responen davant del ministre de l'execució dels objectius fixats per a la Secretaria d'Estat. Amb aquesta finalitat els correspon:
- Exercir les competències sobre el sector d'activitat administrativa assignat que els atribueixi la norma de creació de l'òrgan o que els delegue el ministre i exercir les relacions externes de la Secretaria d'Estat, llevat dels casos legalment reservats al ministre.
- Exercir les competències inherents a la seva responsabilitat de direcció i, en particular, impulsar la consecució dels objectius i l'execució dels projectes de la seva organització, controlant-ne el compliment, supervisant l'activitat dels òrgans directius adscrits i impartint instruccions als seus titulars.
- Nomenar i separar els subdirectors generals de la Secretaria d'Estat.
- Mantenir les relacions amb els òrgans de les comunitats autònomes competents per raó de la matèria.
- L'autorització prèvia per contractar els organismes autònoms adscrits a la Secretaria d'Estat, per sobre d'una quantia determinada, segons el que preveu la disposició transitòria tercera del Reial decret legislatiu 3/2011, de 14 de novembre pel qual s'aprova el Text Refós de la Llei de Contractes del Sector Públic.
- Autoritzar les comissions de servei amb dret a indemnització per quantia exacta per als alts càrrecs dependents de la Secretaria d'Estat.
- Celebrar contractes relatius a assumptes de la Secretaria d'Estat i els convenis no reservats al ministre de què depenguin, sens perjudici de la corresponent autorització quan sigui preceptiva.
- Concedir subvencions i ajuts a càrrec dels crèdits de despesa propis de la Secretaria d'Estat, amb els límits establerts pel titular del Departament.
- Resoldre els recursos que s'interposen contra les resolucions dels òrgans directius que en depenen directament i els actes dels quals no esgotin la via administrativa, així com els conflictes d'atribucions que se suscitin entre aquests òrgans.
- Administrar els crèdits per a despeses dels pressupostos del Ministeri per la seva matèria propis de la Secretaria d'Estat, aprovar-ne les modificacions pressupostàries, aprovar i comprometre les despeses amb càrrec a aquells crèdits i reconèixer les obligacions econòmiques i proposar-ne el pagament en el marc del pla de disposició de fons del Tresor Públic. Tot això dins de la quantia que, si s'escau, estableixi el ministre a aquest efecte i sempre que els actes esmentats no siguin competència del Consell de Ministres.
- Qualsevol altres competències que els atribuïsca la legislació en vigor.

Els secretaris d'estat entrarien tècnicament en la definició de membres del govern perquè els reglaments del Congrés dels Diputats (art. 202) i del Senat d'Espanya (art. 182) permeten que en les compareixences dels Ministres siguen aquests assistits per autoritats i funcionaris, acceptant la intervenció de Secretaris d'Estat i Subsecretaris per a retre comptes davant les Corts Generals.